# Afrika (rimska provincija)
Afrika je bila starorimska provincija na području sjeverne Afrike na teritoriju Tunisa i dijelova Libije. Osnovana je nakon trećeg punskog rata. 

## Poznate osobe iz provincije Afrika
- Marko Kornelije Fronton
- Tertulijan
- Sveti Ciprijan Kartaški
- Laktancije
- Sveti Augustin
- Septimije Sever